# Manuel Bermúdez Arias
Manuel Bermúdez Arias (Ferrol, 24 de agosto de 1936-La Coruña, 11 de diciembre de 2016), más conocido como Polo, fue un futbolista español que jugaba en la demarcación de delantero.

## Biografía
Empezó a formarse como futbolista en 1952, a los 16 años, con el Arsenal Club de Fútbol de Ferrol. Permaneció dos años en la disciplina, hasta que finalmente en 1954 fichó por el Deportivo de la Coruña. Durante su primera temporada en el club no disputó ningún partido, hasta que el 2 de octubre de 1955 hizo su debut, en Primera División en un partido contra el FC Barcelona que finalizó con derrota por 4-1. Estuvo en el club hasta 1959, año en el que se marchó traspasado al Atlético de Madrid, con el que ganó tres Copa del Rey, una Recopa de Europa y una Liga. Finalmente en 1966 se retiró como futbolista.
Falleció el 11 de diciembre de 2016 en La Coruña a los 80 años de edad.

## Clubes
| Club                   | País   | Año         | Partidos | Goles |
| ---------------------- | ------ | ----------- | -------- | ----- |
| Deportivo de la Coruña | España | 1954 - 1959 | 106      | 20    |
| Atlético de Madrid     | España | 1959 - 1966 | 41       | 10    |

## Palmarés

### Campeonatos nacionales
| Título                     | Club               | País   | Año  |
| -------------------------- | ------------------ | ------ | ---- |
| Copa del Rey               | Atlético de Madrid | España | 1960 |
| Copa del Rey               | Atlético de Madrid | España | 1961 |
| Copa del Rey               | Atlético de Madrid | España | 1965 |
| Primera División de España | Atlético de Madrid | España | 1966 |

### Campeonatos internacionales
| Título           | Club               | País   | Año  |
| ---------------- | ------------------ | ------ | ---- |
| Recopa de Europa | Atlético de Madrid | España | 1962 |